# Stanisław Żydowski
Stanisław Żydowski herbu Doliwa (zm. przed 1623 rokiem) – komornik graniczny zatorski i oświęcimski w 1621 roku.
Ojciec Andrzeja, Stanisława i Krzysztofa.
Stawił się na popis pospolitego ruszenia księstwa oświęcimskiego i zatorskiego pod Lwowem w październiku 1621 roku.